# Jungholz
Jungholz es una ciudad del distrito de Reutte, en el estado austriaco de Tirol al que sólo se puede acceder a través de Alemania. La falta de una conexión por carretera a cualquier otro lugar en Austria llevó a Jungholz a estar incluida en el área de aduanas de Alemania hasta que Austria ingresó en la UE en 1995. Las cartas a Jungholz se pueden enviar ya sea con el código postal de Alemania o Austria (D-87491 y A-6691, respectivamente).

## Cuatrifinio
Jungholz forma un enclave de Austria, que está conectado con el resto de Austria por un solo punto, que es la cumbre de la montaña Sorgschrofen (1636 m). Es el puesto fronterizo de alojamiento número 110 en la frontera internacional normal entre el Tirol y Baviera, unos segundos después se inicia la frontera y, después de haber dado la vuelta a Jungholz, termina allí. Entonces, pues, las fronteras se extienden en cuatro direcciones de la cumbre, llamada cuatrifinio. Dos municipios de Austria (Tirolesa, Reutte) y dos de Alemania (Baviera, Alta Algovia) se encuentran en ese punto, a partir de Jungholz y continuando en sentido horario:
- Jungholz (Austria, al norte)
- Pfronten (Alemania, al este)
- Schattwald (Austria, al sur)
- Bad Hindelang (Alemania, al oeste)